# Basileuterus basilicus
Basileuterus basilicus là một loài chim trong họ Parulidae.